# Les Prétendants à la couronne
Les Prétendants à la couronne est une pièce de théâtre norvégienne en 5 actes d'Henrik Ibsen, créée en 1863. La pièce raconte la rivalité dans la Norvège du XIIIe siècle du roi Hakon, un parvenu  tourné vers l’action et du Jarl de Skul, prétendant au trône, ravagé par le doute.

## Historique
Les Prétendants à la couronne fut initialement édité en 1863 a 1250 exemplaires par le libraire Johan Dahl à Christiania, la pièce y fut représentée pour la première fois en 1864. Le célèbre critique Georg Brandes en disait, « c’est la pièce ou Ibsen est parvenu à la plus grande perfection ».

## Résumé de l'intrigue
Acte 1  Le roi Hakon Sverreson est mort depuis six ans, le royaume est administré par son frère Le Jarl Skule, l’assemblée du royaume est réunie pour voir Inga de Varteig subir une ordalie. Elle réussit et prouve ainsi que son fils, Hakon Hakonsson, est le fils de feu le roi Hakon. 
Le Jarl  Skule obtient qu’Hakon ne soit qu’un prétendant à l’égal des autres mais le Thing élit Hakon comme roi. Ses premiers actes de roi sont de renvoyer sa mère et sa maitresse de la cour et de se fiancer à Margrette, fille du Jarl de Skule.

Acte 2 Une année plus tard, on célèbre à Bergen les noces de Margrette et d’Hakon, Le Jarl de Skule raconte à l’évêque Nikola toutes les occasions ou, depuis sa jeunesse il aurait pu prendre le pouvoir, à chaque fois il a hésité. Nicolas lui apprend qu’Hakon n’est peut être pas de sang royal, en effet, peu après l’accouchement de la mère d’Hakon, il avait reçu en confession un prêtre chez qui l’enfant avait été déposé, il lui avait conseillé de substituer un autre enfant, la seule preuve en serait une lettre de ce prêtre, lettre qui est introuvable.
Hakon retire le sceau royal au Jarl, la tension monte entre les partisans du roi et ceux du Jarl.

Acte 3  L’évêque Nicolas est mourant et attend la visite d’Hakon et du Jarl de Skule. La mère du roi Inga de Varteig lui apporte la fameuse lettre qu’il fait bruler devant Hakon et le Jarl  de Skule, ce dernier franchit le Rubicon en entrant en rébellion contre Hakon.

Acte 4  A Oslo le Jarl de Skul qui s’est proclamé roi fait le compte des provinces ralliés à sa cause par les armes grâce à sa victoire à la bataille de Laka. En proie à un accès de doute, il ne fait prête guère attention aux nouvelles alarmantes sur les troupes d’Hakon.  Ingebjor lui amène Peter, le fils qu’elle a eu de lui, Le Jarl de Skul voit avec ce fils un espoir pour sa lignée, pourtant il est trop tard car l’armée d’Hakon envahit la ville et défait les hommes du Jarl de Skul qui dans sa fureur voulait tuer son petit fils, le fils d’Hakon et de sa fille Margrette.
Acte 5 Réfugié à Nidaros le Jarl de Skul est reclus, indécis, il refuse le combat final quand la troupe d’Hakon envahit la ville et il fuit dans les montagnes et se réfugie dans un monastère.

## Extrait
l’homme le plus grand, c’est l’homme le plus heureux, c’est celui qui accomplit les plus grandes actions, celui qui s’empare avec fureur des exigences de l’époque, qui engendre des pensées que lui-même ne comprend pas, des pensées qui lui désigne la voie dont lui-même ne sait où elle mène, mais qu’il prend pourtant, qu’il faut qu’il prenne jusqu’à ce qu’il entende le peuple crier de joie et qu’il regarder autour de lui en ouvrant de grands yeux, étonné, et qu’il comprenne qu’il a réalisé une grande œuvre. C’est cela, il y a cette certitude inébranlable chez Hakon.

## Personnages principaux
- Hakon Hakonsson, prétendant à la couronne, héros principal
- Le Jarl Skule, prétendant à la couronne
- Nikolas Arneson, Évêque d’Oslo
- Inga de Varteig, mère d’Hakon
- Dame Ragnhild, femme du Jarl de Skule
- Margrette, fille du Jarl Skule
- Vegard Veradal, homme d’Hakon
- Ivar Bodde, aumônier d’Hakon
- Sigrid, sœur du Jarl de Skule
- Ingebjorg, femme d’Andres Skjaldarband et mère de Peter, fils du Jarl de Skule
- Peter, fils d’Ingebbjorg et du Jarl de Skule
- Sira Viljalm, chapelain de l’évêque Nicolas.
- Pal Flida, baron

## Édition française
- Les Prétendants à la couronne, traduit par Régis Boyer, Bibliothèque de la Pléiade, éditions Gallimard, 2006  (ISBN 2 07 011790 1).

## Mise en scène
La pièce n’a jamais été jouée en France. 